# Non-Stop Erotic Cabaret
Non-Stop Erotic Cabaret è il primo album di studio del gruppo musicale inglese dei Soft Cell, pubblicato nel 1981, inciso sull'onda del successo mondiale del singolo Tainted Love. L'album è una denuncia del perbenismo ipocrita e di pura facciata della società inglese del periodo.

## Il disco
Pubblicato dalla Some Bizzare Records, il disco ha avuto un successo mondiale grazie soprattutto al singolo Tainted Love, cover del brano soul scritto da Ed Cobb, che era stato interpretato nel 1965 da Gloria Jones.
L'album è stato registrato "a basso costo" con pochi strumenti, tra cui basso, sintetizzatore e drum machine.
Oltre a Tainted Love, altri due singoli sono entrati nella Top 5 della Official Singles Chart: Bedsitter e Say Hello, Wave Goodbye.
L'album è stato riconosciuto come disco di platino nel Regno Unito (oltre 300 000 copie vendute) dalla BPI, e disco di platino anche in Canada (oltre 100 000 copie vendute). Inoltre ha avuto un buon successo anche negli Stati Uniti, in Svezia e Nuova Zelanda.

## Tracce
Testi e musiche di David Ball e Marc Almond, eccetto dove indicato.
1. Frustration – 4:12
2. Tainted Love – 2:34 (Ed Cobb)
3. Seedy Films – 5:05
4. Youth – 3:15
5. Sex Dwarf – 5:15
6. Entertain Me – 3:35
7. Chips on My Shoulder – 4:05
8. Bedsitter – 3:36
9. Secret Life – 3:37
10. Say Hello, Wave Goodbye – 5:24

## Riedizioni

### 1996
Nel 1996 l'album è stato rimasterizzato con l'aggiunta di un CD bonus caratterizzato dalla seguente tracklist:
1. Where Did Our Love Go (B-side di "Tainted Love") – 3:14 (Brian Holland, Lamont Dozier, Edward Holland, Jr.)
2. Memorabilia (B-side di "A Man Could Get Lost" in UK e di "Tainted Love" in USA) – 4:49
3. Facility Girls (B-side di "Bedsitter") – 2:25
4. Fun City (B-side di "Say Hello, Wave Goodbye") – 7:45
5. Torch (non-album single) – 4:08
6. Insecure Me (B-side di "Torch") – 4:39
7. What? (non-album single) – 2:50 (H. B. Barnum)
8. ....So (B-side di "What?") – 3:47

### 2002
Nel 2002 è stata pubblicata un'altra edizione con l'aggiunta di un CD avente le seguenti tracce:
1. Tainted Love/Where Did Our Love Go (12" Mix) – 8:59 (Cobb, Holland, Dozier, Holland)
2. Tainted Dub (12" Mix) – 9:14 (Cobb)

### 2008 deluxe edition
Nel 2008 è stata pubblicata una edizione deluxe il cui primo disco è Non-Stop Ecstatic Dancing, mentre il secondo è caratterizzato dalle canzoni presenti nella versione originale di Non-Stop Erotic Cabaret riarrangiate ed estese.

## Formazione
- Marc Almond - voce
- Dave Ball - cori, sintetizzatori, strumenti elettronici ed acustici vari

## Classifiche

### Classifiche settimanali
| Classifica (1981/82) | Posizione massima |
| -------------------- | ----------------- |
| Australia            | 34                |
| Canada               | 2                 |
| Finlandia            | 19                |
| Francia              | 28                |
| Germania             | 23                |
| Nuova Zelanda        | 7                 |
| Regno Unito          | 5                 |
| Stati Uniti          | 22                |
| Svezia               | 25                |

### Classifiche di fine anno
| Classifica (1982) | Posizione |
| ----------------- | --------- |
| Canada            | 13        |
| Regno Unito       | 20        |
| Stati Uniti       | 32        |